# General Electric T58

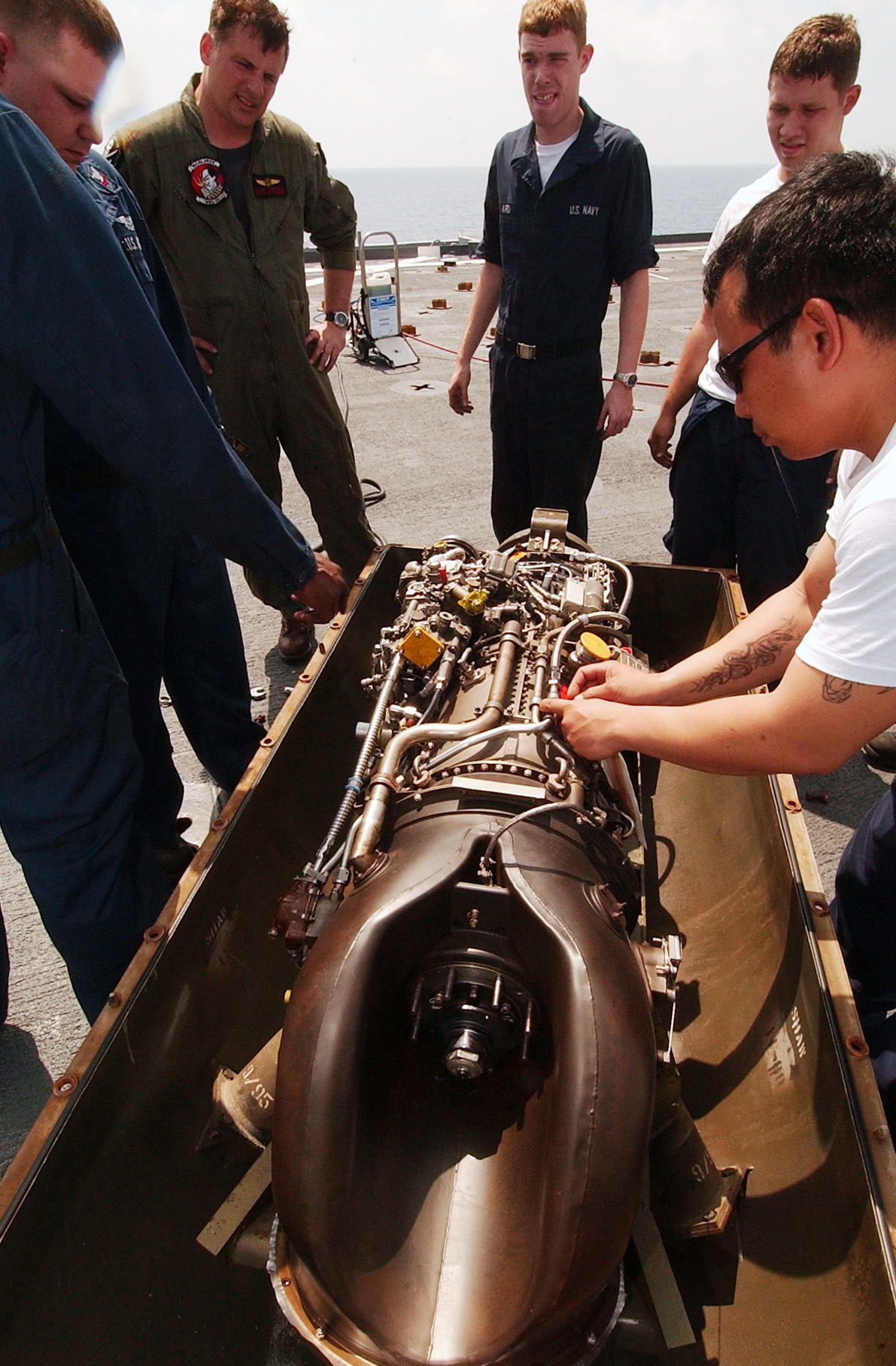
Inspection d'un T58 avant son installation dans un hélicoptère SH-3G Sea King.

Le General Electric T58 est un turbomoteur américain conçu pour équiper les hélicoptères. Démarré pour la première fois en 1955, il est resté en production jusqu'en 1984, date à laquelle quelque 6 300 exemplaires avaient été produits. Le 1er juillet 1959, il devient le premier turbomoteur à obtenir la certification de la FAA pour pouvoir être utilisé dans des hélicoptères civils. Il a aussi été construit sous licence et développé par la société britannique De Havilland sous la désignation de Gnome, et aussi fabriqué par Alfa Romeo et la IHI Corporation.

## Conception et développement

### Contexte
Pendant les vingt premières années de leur existence, la majorité des efforts consacrés au développement de turbomoteurs fut consacrée à la production de gros moteurs. Les États-Unis ne dérogeaient pas à la règle, et s'étaient essentiellement focalisés sur les gros turboréacteurs plutôt que sur les turbines à gaz de faible puissance. Afin de combler ce déficit de dotation en « petits » moteurs, les trois armées américaines s'investirent à fond pour encourager leur développement, duquel seront issus deux petits moteurs en particulier, le T53, de Lycoming, et le T58, de General Electric.
En fait, General Electric avait déjà tenté très tôt de produire un turbopropulseur, en l'espèce du TG-100 (XT-31), qui fut construit dès 1945, mais il semble que ce moteur ait surtout réussi à faire chûter de manière importante l'enthousiasme des Américains pour ce type de moteur. En comparaison, le T58 était un moteur bien plus compétitif, et il remporta une compétition organisée par l'US Navy en 1954. Pendant sa conception, les dirigeants et ingénieurs de la compagnie s'étaient fixés eux-mêmes des objectifs à la fois simples et ambitieux : « Pour un succès commercial, nous devons produire un moteur avancé et sophistiqué, avec une performance sur papier qui soit supérieure. Il s'agira d'une unité intelligente, posant sûrement de gros problèmes à ses débuts, mais nous sommes une riche et grande compagnie, et nous y arriverons ! ».

### Conception
Le développement du T58 commença en 1953 avec une demande de l’US Navy, qui désirait obtenir un turbomoteur d'hélicoptère devant peser moins de 180 kg tout en développant une puissance d'au-moins 800 ch (600 kW) et allant jusqu'à 1 500 ch.
Développé en coopération avec le bureau de l'aéronautique de l’US Navy, il répondait idéalement à toute une série de caractéristiques considérées comme idéales pour pouvoir équiper un hélicoptère : En effet, de nombreuses expérimentations effectuées par les hélicoptéristes du moment avaient déterminé qu'un moteur de ce type se devait d'être à la fois léger, avoir une consommation spécifique faible, disposer d'un fort rapport poids/puissance, être fiable dans le temps, et disposer d'un contrôle de vitesse de fonctionnement le plus stable et réactif possible. Ce ne fut toutefois pas avant les dernières étapes de sa conception que les caractéristiques du T58 purent être fixées définitivement. En conséquence, des marges assez importantes furent appliquées aux caractéristiques de performance du moteur, avec des chiffres de puissance, de consommation et de masse volontairement pessimistes, mais il restât toutefois indéniable qu'il faisait déjà preuve d'une excellent réactivité aux commandes, qu'il était simple d'entretien et qu'il faisait preuve d'une très bonne fiabilité. Conçu dans les bureaux de la section turbines à gaz de la compagnie, situés à Lynn, près de Boston (Massachusetts), le premier exemplaire du moteur que proposa General Electric ne pesait que 110 kg (156 kg avec sa boîte à engrenages) et produisait une puissance au décollage de 1 024 ch (753,05 kW), ce qui correspondait plus que largement aux besoins initiaux formulés par la Navy en 1953. Sa puissance en régime continu était de 875 ch et sa consommation spécifique oscillait entre 0,66 lb/(lbf·h) et 0,69 lb/(lbf·h).

### Premières série de tests
Au mois de décembre 1957, le T58 avait accumulé 6 000 heures de fonctionnement pour développement et tests opérationnels, dont 5 000 pour le développement en usine, 700 à l'intérieur d'un hélicoptère et 300 pour d'autres tests divers supplémentaires. Deux constructeurs d'hélicoptères, Sikorsky et Vertol, utilisèrent leurs hélicoptères pour mener les tests en vol, chacun employant deux moteurs T58. Le moteur effectua son premier vol sur celui de Sikorsky, un HSS-1 modifié, en 1957. Ces moteurs de tests avaient été construits selon la configuration qui avait accompli avec succès un test de fonctionnement de 50 heures en août 1956. le premier de ces moteurs fut renvoyé à l'usine pour révision générale après avoir accumulé 135 heures de fonctionnement, ce qui constitua presque un exploit dans le milieu aéronautique, les moteurs à réaction de cette époque revenant habituellement à l'usine avec seulement quelques heures de fonctionnement au compteur. Comme ce moteur de 50 heures avait déjà fait ses preuves et remplissait largement ses objectifs de production en matière de puissance, consommation et poids, il restait à travailler sur la durabilité des éléments internes du moteur pour pouvoir atteindre l'objectif (presque fou pour l'époque) de 150 heures de fonctionnement sans intervention majeure. Des travaux restaient également à accomplir pour améliorer encore un peu la marge de puissance admissible par le système de régulation du moteur.
Après avoir accumulé 2 500 heures de tests, utilisant 12 assemblages de compresseurs différents, dont certains avaient tenu plus de 300 heures sans casser, un problème important fit son apparition au niveau des aubes des derniers étages de compresseurs, situés près de la chambre de combustion. En effet, après ces tests intensifs, les derniers étages de compresseurs de plusieurs moteurs avaient mis à jour une fatigue des queues d'arondes liant les aubes à leur disque de rotor. Sur les trois occasions où des aubes avaient commencer à craquer, une seule avait réellement donné lieu à une séparation complète entre l'aube et son attache. Les résultats du test avaient toutefois montré que le moteur avait tout de même continué à tourner huit heures à pleine puissance après cette défaillance avant que le problème ne soit réellement détecté, et ce ne fut en fait que les analystes qui en constatèrent les effets sur les courbes de puissance affichées, car les mécaniciens présents sur les lieux n'avaient toujours rien remarqué. L'étage en question fut retiré du moteur, sans que ce dernier ne soit lui-même retiré du banc d'essais, puis un nouveau prit sa place et les tests furent relancés dans les 24 heures, donnant lieu à un autre test de 130 heures sans anomalie supplémentaire. La cause des problèmes de fatigue fut attribuée à une légère faiblesse des ailettes, qui encaissaient mal les contraintes de torsion exercées aux vitesses de compresseur correspondant au régime de fonctionnement continu du moteur.

### Difficultés de conception et solutions, évolutions techniques

#### Compresseur
Pour chaque programme de développement nouveau, le personnel impliqué dans la conception des différents éléments doit faire face à de nouveaux défis, car les nouvelles pièces sont généralement radicalement différentes de celles qui équipaient les concepts précédents. Il se peut également que les dimensions et caractéristiques des pièces initialement dessinées par les ingénieurs soient modifiées plus tard dans l'avancement du programme. Ce fut précisément ce qui arriva dans le cas du T58, lorsqu'on se rendit compte que le moteur produisait entre 50 et 100 ch de plus avec les dernières ailettes fabriquées qu'avec celles du début du programme. Ces améliorations de conception de ces ailettes avaient considérablement changé leurs propriétés de masse et de résonance vibratoire, et lorsqu'elles étaient exposées à des charges oscillatoires leur appliquant des contraintes de torsion importantes, la queue d'aronde pouvait facilement céder car l'ailette atteignait sa fréquence de résonance.
Aux débuts du programme T58, un autre problème fut détecté, concernant la mesure des contraintes subies par les éléments mobiles du moteur. Afin de concevoir un système de mesure adéquat, un premier système utilisant l'adaptation d'un assemblage à base de bagues collectrices circulaires venant d'Allemagne fut testé, mais cet assemblage n'était pas conçu pour supporter la vitesse de rotation du T58, s'établissant à 27 000 tr/min, et les contraintes de vibrations et de lubrification imposées par ce dernier empêchaient à ce système collecter les signaux électriques en micro-volts depuis les capteurs pour les afficher sur les oscilloscopes. Comme aucune ailette n'avait toutefois montré de faiblesse, les tests furent maintenus, pendant que les chercheurs s'attelèrent à concevoir un nouveau système de bagues spécifique pour ce moteur. Par chance, ce système fut rendu disponible au moment précis où les phénomènes de fatigue commencèrent à apparaître.
Une caractéristique intéressante du compresseur fut notée pendant son utilisation sur le terrain. Il était généralement courant de revoir rééquilibrer à haute vitesse un disque de compresseur lorsque plusieurs ailettes de ce dernier avaient été remplacées, ce qui posait des problèmes aux équipes d'entretien militaires, car elles désiraient absolument pouvoir effectuer ce genre de réparations sur le terrain, donc avec un matériel et un temps disponible relativement réduits. Au cours des expérimentations, il fut découvert qu'il était possible de changer jusqu'à trois disques de compresseurs sans toutefois affecter les performances ou modifier les phénomènes vibratoires du moteur. Les ailettes du premier et du dernier étages avaient pu être remplacées directement sur l'hélicoptère, sans avoir à retirer le moteur de son emplacement, ce qui constituait un gain de temps évident pour une utilisation intensive au combat, chose qui n'était pas toujours réalisable avec d'autres moteurs.

#### Chambre de combustion
Entre les tests à 50 et les tests à 150 heures, la chambre de combustion reçut de nombreuses améliorations, visant en particulier à améliorer sa durée de vie. En effet, les premiers revêtements l'ayant équipée avaient démontré une inégalité dans la distribution des flux et températures à l'intérieur de cette dernière, qui avaient mené progressivement à sa dégradation, les revêtements ayant tendance à se détacher, créant des points chauds ou des cloques à l'intérieur de la chambre. À la suite de développements ultérieurs et de l'expérience gagnée en développant d'autres moteurs, et grâce aux températures de combustion très conservatrices présentes dans le T58, de nouveaux revêtements furent conçus, avec pour simple objectif de tenir aussi longtemps dans le temps que le temps de fonctionnement programmé du moteur entre deux révisions (en anglais MTBO : Mean Time Between Overhauls).
Le diffuseur du compresseur et le revêtement de la chambre de combustion furent considérés et résolus comme un seul et même problème. Bien qu'il semblait en apparence identique au revêtement précédent, le nouveau était en fait totalement différent, disposant de sept améliorations visant à allonger sa durée de vie. La distribution de l'air sous pression à la sortie du compresseur, divisée en flux primaire et secondaire, fut intégralement revue afin d'en améliorer l'homogénéité. Le capot fut redessiné. Le positionnement du revêtement isolant de l'intérieur de la chambre, par-rapport aux diffuseurs et à la chambre, fut effectué de manière plus précise, tandis que la position et le nombre de fentes (louvres) et de trous dans la cloison séparant le flux primaire du secondaire furent lourdement modifiés. La longueur globale et la zone d'expansion de la chambre furent également modifiées. Le résultat de ces améliorations fut un revêtement capable de résister à presque tout ce qui pouvait arriver au moteur, à l'exception peut-être de situations extrêmes, comme la casse d'une conduite sur l'une des torches allumant le carburant dans la chambre. Pendant les tests consécutifs à ces modifications, un revêtement fut en mesure de tenir 330 heures de fonctionnement sans présenter de signes de détérioration, soit plus du double de l'intervalle prévu entre deux entretiens majeurs.

#### Carburant
Les systèmes de gestion d'alimentation en carburant, ainsi que les systèmes de contrôle moteur qui y sont associés, ont été un problème majeur pendant la conception de celui-ci. En effet, le maintien à vitesse de rotation constante de l'ensemble boîte à engrenages + rotor principal d'un hélicoptère pose un problème bien plus complexe que celui d'une simple hélice, comme sur un turbopropulseur. La flexibilité des pales du rotor, associée à la flexibilité des charnières les reliant au mat de rotor, crée un ensemble très élastique, un effet encore aggravé par les secousses induites par les nombreux engrenages et la flexibilité en torsion des arbres reliant le moteur aux pales. Les constantes de temps des éléments élastiques du système rendent difficiles la détection des vitesses et charges réelles du rotor pour le système de régulation. Ce problème fut toutefois minimisé en effectuant de nombreuses heures de test sur les rotors, et en effectuant de nombreux calculs par ordinateur.
Le principal problème des premiers systèmes employés était leur stabilité insuffisante, et les moteurs déjà produits durent être modifiés lors de leur retour en usine, afin de recevoir un système plus performant. La nouvelle version du régulateur effectua 1 250 heures de tests cycliques accélérés avant d'être intégré à un moteur de tests final (Model Test). Un total de 15 000 heures de tests sur banc furent effectuées pendant le programme de développement, et 15 unités de contrôle furent utilisées avant d'être installées sur le moteur final. Plus de 4 000 heures de fonctionnement moteur furent également accumulées, dont 635 heures en employant un carburant JP-4 hautement contaminé par de la rouille, de la poussière et des peluches de tissus, un mélange qui est fréquemment rencontré pendant des missions opérationnelles. Ce carburant était bien plus sale que celui employé dans tous les programmes de développement précédents concernant des turbomoteurs, et il peut rapidement colmater les filtres et boucher les injecteurs de la chambre de combustion du moteur. La poussière contenue peut également détériorer et affaiblir les roulements ainsi que créer des ratés et des coupures dans le fonctionnement de l'unité de régulation. Néanmoins, le carburant présent à-bord des navires, des ravitailleurs ou des porte-avions peut rapidement accumuler cette quantité de saletés au cours du temps, et comme la majorité du transport du carburant mondial se fait par bateau, les moteurs d'aéronefs doivent être en mesure d'utiliser ce carburant sans forcément nécessiter de filtres spéciaux.

### Derniers tests avant mise en service
Un total de 17 moteurs furent utilisés, depuis le premier modèle de test, en avril 1955, jusqu'au model final d'évaluation (Test Model). Le temps total consacré au développement, jusqu'à la mise en route de ce moteur final, dépassait les 5 200 heures. Le test fut effectué en utilisant du carburant JP-4, et ce moteur effectua d'une traite une session de fonctionnement de 181 heures, demeurant en parfaite condition à la fin de celui-ci. La perte de performances à l'issue était de 1,4 % en puissance et 2,1 lb/(lbf·h) de consommation spécifique à régime maximal, et de 0,24 % de puissance et 0,4 lb/(lbf·h) de consommation spécifique en régime de croisière. Les temps de réaction à la manette des gaz, la consommation d'huile et autres facteurs demeurèrent inchangés. La très légère perte de performances est due aux impuretés du carburant est reste assez indépendante de la taille du moteur concerné.
Lors des tests, les données récoltées permirent de noter que les performances atteintes pendant les tests de rotors au sol et à l'intérieur des hélicoptères de test H-21 et S-58 étaient très proches. Le moteur se prouva apte à changer très rapidement de configuration pour répondre aux demandes du pilote en matière de puissance sur l'arbre. Un total de 700 heures de fonctionnement fut effectué au sol avec le moteur relié au rotor d'un hélicoptère et le compresseur fut également testé à des altitudes allant jusqu'à 35 000 pieds. Le moteur fut également testé en vol à une altitude de 5 000 pieds et à des vitesses supérieures à 260 km/h, l'hélicoptère effectuant aussi des figures acrobatiques violentes, des autorotations, des atterrissages sur un ou deux moteurs, et des phases de montées à un taux de 2 000 pieds/min.

### Mise en service
Sa version à vocation civile CT58-100 reçut sa certification civile deux ans plus tard.

## Caractéristiques
La première série de moteurs de tests, 22 exemplaires produits pour le développement d'hélicoptères, développait une puissance moyenne de 1 060 ch et disposait d'une consommation spécifique de carburant de 0,65 lb/(lbf·h) à la puissance de décollage. Certains de ces moteurs atteignaient même plus de 1 100 ch pour une consommation spécifique de 0,63 lb/(lbf·h), et leur masse moyenne était de 147 kg.
Le T58 est un turbomoteur à turbine libre, avec un compresseur axial à 10 étages, une chambre de combustion et deux étages de turbine constituant sa partie « régénération » (celle qui entretient le fonctionnement du moteur). Il peut être utilisé comme moteur séparé, mais si un cône est installé à la place de sa turbine de puissance, il peut tout aussi bien devenir un petit turboréacteur. Les tests au sol furent d'ailleurs effectués sur cette deuxième configuration, en particulier les tests de résistance au gel sur le Mont Washington, ce qui permit de tester la partie régénération à pleine puissance sans devoir subir les pertes de charge occasionnées par les habituels rotors et engrenages normalement installés à l'arrière du moteur. Il fut d'ailleurs envisagé que les équipes militaires d'entretien de ces futurs moteurs décident d'employer cette méthode pour exécuter les tests de vérification après les entretiens et révisions majeures. La turbine libre (celle qui crée le mouvement de rotation et la puissance sur l'arbre) utilise un unique étage pour entraîner l'arbre de sortie. En raison de ses températures de fonctionnement pouvant varier fortement, cette turbine de puissance ne devait pas être retirée de l'hélicoptère entre deux changements de moteur, car sa durée de vie était normalement bien plus importante que celle de la partie régénération du moteur.
La section des accessoires du moteur, comprenant les systèmes de contrôle et les pompes à carburant et de lubrification, est entraînée par le générateur de gaz (l'autre désignation de la partie « régénération » du moteur). Le contrôle de vitesse constante est réglé par un contacteur dans le cockpit de l'aéronef, qui permet au pilote de sélectionner initialement une vitesse rotor précise, par exemple un « ralenti sol » ou un « ralenti vol ». Ensuite, l'unité de contrôle va automatiquement ajuster en permanence la puissance du générateur de gaz pour maintenir la vitesse de rotation du rotor la plus constante possible. Les tests pendant le développement prouvèrent également que lorsque le moteur subissait un dommage interne, l'unité de contrôle était encore capable de maintenir la consigne de vitesse assez précisément, en augmentant la puissance produite par le générateur de gaz.
De nombreuses caractéristiques inhabituelles sont présentes dans le T58A :
- Le compresseur est intégralement de type axial, alors que les autres moteurs officiant dans cette catégorie de puissance ont pour la plupart un étage final centrifuge. De fait, les aubes du dernier étage de ce compresseur sont très petites (moins de 1,20 cm de hauteur) et extrêmement fines ;
- La prise en main du compresseur aux vitesses intermédiaires était facilitée par la présence de plusieurs rangées de stators à géométrie variable, installés sur la partie avant du moteur. À la date de présentation du moteur au public, il s'agissait d'une caractéristique très novatrice ;
- Une turbine de puissance (celle qui entraîne le rotor de l'hélicoptère) à un seul étage, qui délivre la puissance vers l'arrière du moteur. Le flux des gaz chauds est dévié de l'arbre de transmission vers le côté par une tuyère courbée ;
- La chambre de combustion est à flux direct, alors que celle des autres moteurs est souvent de type « reverse flow » (flux inversé : le flux retourne vers l'avant du moteur avant de traverser ses étages de turbine).

La version la plus produite du moteur est la T58-GE-10, développant 1 400 ch (1 044 kW). La plus puissante est la T58-GE-16, avec une puissance de 1 870 ch (1 390 kW).

## Versions
Source : (en) Nathan Meier, « Military Turboshaft/Turboprop Specifications	(sorted by engine model) »(Archive.org • Wikiwix • Archive.is • Google • Que faire ?), sur jet-engine.net, 21 mars 2005 (consulté le 19 avril 2016).
- T58-GE-1 : 1 290 ch (960 kW) ;
- T58-GE-2 : 1 325 ch (988 kW) ;
- T58-GE-1 : 1 290 ch (960 kW) ;
- T58-GE-4
- T58-GE-5 : 1 500 ch (1 100 kW) ;
- T58-GE-6 : 1 250 ch (930 kW) ;
- T58-GE-8B : 1 250 ch (930 kW) ;
- T58-GE-8E : 1 350 ch (1 010 kW) ;
- T58-GE-8F : 1 350 ch (1 010 kW) ;
- T58-GE-10 : 1 400 ch (1 000 kW) ;
- T58-GE-16 : 1 870 ch (1 390 kW) ;
- T58-GE-100 : 1 500 ch (1 100 kW) ;
- T58-GE-402 : 1 500 ch (1 100 kW) ;
- CT58-IHI-110-1 : 1 400 ch (1 000 kW) ;
- CT58-IHI-140-1 : 1 400 ch (1 000 kW) ;
- Rolls-Royce Gnome : Développement et production sous licence du T58 au Royaume-Uni.

## Applications
- Aerospatiale SA.321K Super Frelon, version utilisé par la Force aérienne israélienne
- Agusta A.101
- AgustaBell AB204B
- Bell UH-1F/TH-1F
- Bell X-22 (YT58)
- Boeing CH-46 Sea Knight
- Fairchild VZ-5 (en) (YT58)
- Kaman SH-2 Seasprite
- Piasecki XH-21D Shawnee (Model 71)
- Sikorsky SH-3 Sea King
- Sikorsky HH-3B/C/E/F
- Sikorsky HH-52 Seaguard
- Sikorsky S-61L/N
- Sikorsky S-62
- Sikorsky S-67 Blackhawk
- Sikorsky S-72

### Autres applications
Deux T58, convertis en turboréacteurs par la suppression des turbines de puissance, furent utilisés comme moteurs pour le Maverick TwinJet 1200, développant alors un peu plus de 400 kg de poussée. De nombreux autres avions très légers en ont aussi été équipés.
Les voitures à turbine à gaz de Carroll Shelby engagées à la course Indianapolis 500 de 1968 étaient équipées de turbines T58. Afin de contourner les réglementations de l'USAC concernant le diamètre maximal des entrées d'air, ces voitures furent équipées d'entrées d'air à géométrie variable, mais la supercherie fut découverte et elles furent disqualifiées.
Des turbomoteurs comme les GE T58, ou les T53 et T55 de Lycoming, sont aussi utilisés pour équiper des navires de course à très hautes performances, courant sur des fleuves, des lacs, ou près du littoral. Certains peuvent atteindre des vitesses bien supérieures à 300 km/h, même s'ils sont pourtant dotés de cabines ouvertes et considérés comme des navires de plaisance.

## Exemplaire préservé
Un YT58-GE-2A en coupe est visible au New England Air Museum, aéroport international Bradley, Windsor Locks, Connecticut